# 率分
率分（りつぶん/そつぶん）とは、平安時代に中央へ送られる租税の未進や諸国に蓄えられている租税の欠失を一定割合で国司に補填させる制度およびその割合。9世紀以後に深刻化した中央・地方の財政難に対して、国司の負担によってその破綻を回避する目的があった。

## 概要
大きく分けると、格率分（きゃくりつぶん）・庸調率分（ようちょうりつぶん）・正蔵率分（しょうぞうりつぶん）の3つがあった。
格率分は天長9年12月17日（832年）創設（『類聚符宣抄』）。公廨稲の運用で得た利息（利稲）の1/10を国司交替時における正税などの未進・欠失分の補填に充てるものである。公廨稲の利息は3割であるため、実質の負担は公廨稲全体の3/100相当になる。後に個別の国衙財政への振り分けが定められ、「正税率分」「雑稲率分」などの個別の名称も用いられた。受領功過定の審査対象とされていたことから、摂関政治期を通じて実施されていた。
庸調率分は庸調未進率分とも呼ばれ、承和13年8月17日（846年）創設（『類聚三代格』）。前年までの庸調の未進分の1/10を補填させる制度として開始されたが、寛平5年（893年）に毎年の庸調の規定量の1/10に変更され、封戸の未進に関しても適用された。もっとも、寛平の制度改正が毎年の未進の累計が多すぎて補填が困難であったことが理由であったように、実態としては庸調の仕組自体の維持が困難になっており、10世紀には姿を消した。なお、封戸の未進分については、封主側の働きかけもあり、11世紀まで庸調の規定量の1/10を国司から得る形式が存続し、「前分」などと称された。
正蔵率分は天暦6年9月11日（952年）創設（『別聚符宣抄』）。規定された庸調・交易雑物、その他中央（大蔵省）に納める諸国の租税・負担の1/10を別途納付させる制度で実質的には諸国にとっては新たな負担であった（ただし、『二中歴』によれば畿内・陸奥国・出羽国・周防国・志摩国・淡路国・伊賀国は負担を免除されていたという）。納付先は弁官が別当を務める率分所（率分堂）と呼ばれる令外の機関であり、律令国家の中核である太政官および政務における重大な関心事であった国家的な仏事・神事の遂行を維持するための財源確保に重点が置かれていた。そのため、受領功過定の審査対象にされたばかりではなく、率分からの支出には天皇への奏聞を必要としたり、臨時の納付を命じる切下文（くりくだしぶみ）が発給されたり、11世紀初頭までには別納率が2/10に引き上げられたりした。鎌倉時代に入っても曲りなりにも存続していた。